# コリアノサウルス
コリアノサウルス(Koreanosaurus)は"韓国のトカゲ"を意味する、鳥脚類恐竜の属である。コリアノサウルスの化石は2003年5月、大韓民国全羅南道宝城郡の南海岸にある飛鳳恐竜卵化石地の後期白亜系ソンソ礫岩層で発見された：ホロタイプKDRC-BB2は頭蓋骨を欠いている部分骨格、パラタイプはKDRC-BB1とKDRC-BB3である。 タイプ種はコリアノサウルス・ボソンエンシス（Koreanosaurus boseongensis）で発見地（宝城サイト5）にちなんで命名された。タイプ種は初め2008年にイ・デギルの修士論文に記載され,その後、2011年に正式にミン・ホ、イ・デギル、キム·ジョンキュン、リム・ジョンドク、 Pascal Godefroit によって出版された。
コリアノサウルスは著者らによれば基盤的な鳥脚類のメンバーで、ゼフィロサウルス・スカッフィ（Zephyrosaurus schaffi）、オロドロメウス・マラケイ（Orodromeus makelai）、オリクトドロメウス・キュビクラリス（Oryctodromeus　cubicularis）とクレードを形成すると推定された、これらは穴を掘るを生活様式であるとされている。またHanらによりコリアノサウルスはジェホロサウルス科（Jeholosauridae）のメンバーであるか、密接に関連している可能性が指摘されている